# Major League Soccer 2009
Major League Soccer 2009 byl 14. ročník soutěže Major League Soccer působící ve Spojených státech amerických a v Kanadě. Základní část vyhrál tým Columbus Crew, playoff a celou MLS vyhrál poprvé Real Salt Lake.

## Změny
Do ligy vstoupil tým Seattle Sounders FC, který se připojil do Západní konference.

## Formát soutěže
- Sezona proběhla od 19. března do 22. listopadu.
- Patnáct týmů bylo rozděleno do dvou konferencí, Západní konferenci po vstupu Seattlu hrálo osm týmů, Východní sedm. Každý klub odehrál 30 utkání (15 doma, 15 venku), odehrál dva zápasy s každým týmem (jednou doma, jednou venku). To dávalo 28 utkání, zbývající dvě utkání byla odehrána proti regionálním rivalům.
- Dva nejlepší týmy z každé konference postoupily do playoff. Následně postoupily čtyři týmy s nejvyšším počtem bodů, nezáleže na konferenci. Semifinále konferencí byla hrána na dvě utkání, postupoval tým s vyšším počtem vstřelených gólů. Konferenční finále i finále ligy byla hrána na jedno utkání. V případě nerozhodného výsledku bylo utkání prodlouženo o 2×15 minut, v případě potřeby o penalty. V soutěži se neuplatňovalo pravidlo venkovních gólů.
- Tým s nejvyšším počtem bodů po základní části získal MLS Supporters' Shield a kvalifikoval se do Ligy mistrů. Další místa v LM získal vítěz MLS Cupu, druhý nejlepší tým základní části a vítěz US Open Cupu. V případě, že se tým kvalifikuje ze dvou různých soutěží (např. vyhraje Supporters' Shield a Open Cup), do LM postupuje i nejlépe postavený tým, který se předtím nekvalifikoval (např. třetí tým MLS). Stejná věc se aplikuje v případě obsazení místa pro postup do LM týmem z Kanady (Toronto), který se nemůže kvalifikovat z americké soutěže, musí z domácího Canadian Championship.
- Nejlepší čtyři týmy základní části (nezáleží na konferenci), které se nekvalifikovaly do LM, postoupilo do North American SuperLigy.
- Šest nejlepších týmů základní části získalo automaticky místo v hlavní části US Open Cupu, zbytek musel projít kvalifikací.

## Základní část

### Západní konference
| Poř. | Tým                  | Z  | V  | R  | P  | VG | OG | B  |
| ---- | -------------------- | -- | -- | -- | -- | -- | -- | -- |
| 1.   | Los Angeles Galaxy   | 30 | 12 | 12 | 6  | 36 | 31 | 48 |
| 2.   | Houston Dynamo       | 30 | 13 | 9  | 8  | 39 | 29 | 48 |
| 3.   | Seattle Sounders FC  | 30 | 12 | 11 | 7  | 38 | 29 | 47 |
| 4.   | CD Chivas USA        | 30 | 13 | 6  | 11 | 34 | 31 | 45 |
| 5.   | Real Salt Lake       | 30 | 11 | 7  | 12 | 43 | 35 | 40 |
| 6.   | Colorado Rapids      | 30 | 10 | 10 | 10 | 42 | 38 | 40 |
| 7.   | FC Dallas            | 30 | 11 | 6  | 13 | 50 | 47 | 39 |
| 8.   | San Jose Earthquakes | 30 | 7  | 9  | 14 | 36 | 50 | 30 |

|  | Postup do playoff |

### Východní konference
| Poř. | Tým                    | Z  | V  | R  | P  | VG | OG | B  |
| ---- | ---------------------- | -- | -- | -- | -- | -- | -- | -- |
| 1.   | Columbus Crew          | 30 | 13 | 10 | 7  | 41 | 31 | 49 |
| 2.   | Chicago Fire           | 30 | 11 | 12 | 7  | 39 | 34 | 45 |
| 3.   | New England Revolution | 30 | 11 | 9  | 10 | 33 | 37 | 42 |
| 4.   | D.C. United            | 30 | 9  | 13 | 8  | 43 | 44 | 40 |
| 5.   | Toronto FC             | 30 | 10 | 9  | 11 | 37 | 46 | 39 |
| 6.   | Kansas City Wizards    | 30 | 8  | 9  | 13 | 33 | 42 | 33 |
| 7.   | New York Red Bulls     | 30 | 5  | 6  | 19 | 27 | 47 | 21 |

|  | Postup do playoff |

### Celkové pořadí
| Poř. | Tým                     | Z  | V  | R  | P  | VG | OG | B  |
| ---- | ----------------------- | -- | -- | -- | -- | -- | -- | -- |
| 1.   | Columbus Crew (C)       | 30 | 13 | 10 | 7  | 41 | 31 | 49 |
| 2.   | Los Angeles Galaxy      | 30 | 12 | 12 | 6  | 36 | 31 | 48 |
| 3.   | Houston Dynamo          | 30 | 13 | 9  | 8  | 39 | 29 | 48 |
| 4.   | Seattle Sounders FC (P) | 30 | 12 | 11 | 7  | 38 | 29 | 47 |
| 5.   | Chicago Fire            | 30 | 11 | 12 | 7  | 39 | 34 | 45 |
| 6.   | CD Chivas USA           | 30 | 13 | 6  | 11 | 34 | 31 | 45 |
| 7.   | New England Revolution  | 30 | 11 | 9  | 10 | 33 | 37 | 42 |
| 8.   | Real Salt Lake          | 30 | 11 | 7  | 12 | 43 | 35 | 40 |
| 9.   | Colorado Rapids         | 30 | 10 | 10 | 10 | 42 | 38 | 40 |
| 10.  | D.C. United             | 30 | 9  | 13 | 8  | 43 | 44 | 40 |
| 11.  | FC Dallas               | 30 | 11 | 6  | 13 | 50 | 47 | 39 |
| 12.  | Toronto FC (CC)         | 30 | 10 | 9  | 11 | 37 | 46 | 39 |
| 13.  | Kansas City Wizards     | 30 | 8  | 9  | 13 | 33 | 42 | 33 |
| 14.  | San Jose Earthquakes    | 30 | 7  | 9  | 14 | 36 | 50 | 30 |
| 15.  | New York Red Bulls      | 30 | 5  | 6  | 19 | 27 | 47 | 21 |

Vysvětlivky: (C) – vítěz MLS Supporters' Shield, (P) – vítěz US Open Cup, (CC) – vítěz Canadian Championship
|  | Postup do základní skupiny Ligy mistrů CONCACAF 2010/11                       |
|  | Postup do předkola Ligy mistrů CONCACAF 2010/11                               |
|  | Vítěz Canadian Championship – postup do předkola Ligy mistrů CONCACAF 2009/10 |
|  | Postup do North American SuperLiga 2010                                       |

## Playoff
|  | Čtvrtfinále            | Čtvrtfinále    |                    |        | Semifinále | Semifinále |  |  | Finále | Finále |
|  | Západní konference     |                |                    |        |            |            |  |  |        |        |
|  |                        |                |                    |        |            |            |  |  |        |        |
|  | Los Angeles Galaxy     | 2 \| 1         |                    |        |            |            |  |  |        |        |
|  | Los Angeles Galaxy     | 2 \| 1         |                    |        |            |            |  |  |        |        |
|  | CD Chivas USA          | 2 \| 0         |                    |        |            |            |  |  |        |        |
|  | CD Chivas USA          | 2 \| 0         | Los Angeles Galaxy | 2      |            |            |  |  |        |        |
|  |                        |                | Los Angeles Galaxy | 2      |            |            |  |  |        |        |
|  |                        | Houston Dynamo | 0                  |        |            |            |  |  |        |        |
|  | Seattle Sounders FC    | Houston Dynamo | 0                  | 0 \| 0 |            |            |  |  |        |        |
|  | Seattle Sounders FC    |                |                    | 0 \| 0 |            |            |  |  |        |        |
|  | Houston Dynamo         | 0 \| 1         |                    |        |            |            |  |  |        |        |
|  | Houston Dynamo         | 0 \| 1         | Los Angeles Galaxy | 1 (4)  |            |            |  |  |        |        |
|  | Východní konference    |                | Los Angeles Galaxy | 1 (4)  |            |            |  |  |        |        |
|  |                        | Real Salt Lake | 1 (5)              |        |            |            |  |  |        |        |
|  | Columbus Crew          | Real Salt Lake | 1 (5)              | 0 \| 2 |            |            |  |  |        |        |
|  | Columbus Crew          |                |                    | 0 \| 2 |            |            |  |  |        |        |
|  | Real Salt Lake         | 1 \| 3         |                    |        |            |            |  |  |        |        |
|  | Real Salt Lake         | 1 \| 3         | Real Salt Lake     | 0 (4)  |            |            |  |  |        |        |
|  |                        |                | Real Salt Lake     | 0 (4)  |            |            |  |  |        |        |
|  |                        | Chicago Fire   | 0 (4)              |        |            |            |  |  |        |        |
|  | New England Revolution | Chicago Fire   | 0 (4)              | 2 \| 0 |            |            |  |  |        |        |
|  | New England Revolution |                |                    | 2 \| 0 |            |            |  |  |        |        |
|  | Chicago Fire           | 1 \| 2         |                    |        |            |            |  |  |        |        |
|  | Chicago Fire           | 1 \| 2         |                    |        |            |            |  |  |        |        |

### Finále
| 22. listopadu 2009 |     |                    |                                                                       |
| Real Salt Lake     | 1:1 | Los Angeles Galaxy | Qwest Field, Seattle, Washington diváci: 46 011 rozhodčí: Kevin Stott |
| Robbie Findley 64' |     | 41' Mike Magee     | Qwest Field, Seattle, Washington diváci: 46 011 rozhodčí: Kevin Stott |

| |     | Penaltový rozstřel                                                                              |  |
| Clint Mathis Robbie Findley Kyle Beckerman Ned Grabavoy Andy Williams Chris Wingert Robbie Russell | 5:4 | David Beckham Gregg Berhalter Jovan Kirovski Landon Donovan Mike Magee Chris Klein Edson Buddle |  |

| Real Salt Lake | Los Angeles Galaxy |

| Real Salt Lake: |    |                  |     |     |
|                 |    |                  |     |     |
| GK              | 18 | Nick Rimando     |     |     |
| DF              | 4  | Jámison Olave    |     |     |
| DF              | 6  | Nat Borchers     |     |     |
| DF              | 3  | Robbie Russell   |     |     |
| DF              | 17 | Chris Wingert    |     |     |
| MF              | 11 | Javier Morales   |     | 22' |
| MF              | 5  | Kyle Beckerman   |     |     |
| MF              | 77 | Andy Williams    |     |     |
| MF              | 8  | Will Johnson     | 14' | 46' |
| FW              | 9  | Jura Movsisjan   |     | 75' |
| FW              | 10 | Robbie Findley   |     |     |
| Náhradníci:     |    |                  |     |     |
| GK              | 1  | Chris Seitz      |     |     |
| DF              | 2  | Tony Beltran     |     |     |
| MF              | 12 | Jean Alexandre   |     |     |
| MF              | 20 | Ned Grabavoy     |     | 46' |
| MF              | 84 | Clint Mathis     |     | 22' |
| FW              | 16 | Fabián Espíndola |     | 75' |
| FW              | 19 | Pablo Campos     |     |     |
| Trenér:         |    |                  |     |     |
| Jason Kreis     |    |                  |     |     |

| Los Angeles Galaxy: |    |                  |     |     |
|                     |    |                  |     |     |
| GK                  | 1  | Donovan Ricketts |     | 66' |
| LB                  | 2  | Todd Dunivant    |     |     |
| CB                  | 16 | Gregg Berhalter  |     |     |
| CB                  | 4  | Omar Gonzalez    |     | 89' |
| RB                  | 28 | Sean Franklin    |     |     |
| RM                  | 10 | Landon Donovan   |     |     |
| CM                  | 23 | David Beckham    |     |     |
| CM                  | 33 | Chris Birchall   | 39' | 79' |
| LM                  | 18 | Mike Magee       |     |     |
| FW                  | 14 | Edson Buddle     |     |     |
| FW                  | 9  | Jovan Kirovski   |     |     |
| Náhradníci:         |    |                  |     |     |
| GK                  | 12 | Josh Saunders    |     | 66' |
| DF                  | 5  | Yohance Marshall |     |     |
| DF                  | 20 | A. J. DeLaGarza  |     | 89' |
| MF                  | 6  | Eddie Lewis      |     |     |
| MF                  | 7  | Chris Klein      |     | 79' |
| MF                  | 8  | Dema Kovalenko   |     |     |
| FW                  | 21 | Alan Gordon      |     |     |
| Trenér:             |    |                  |     |     |
| Bruce Arena         |    |                  |     |     |

#### Vítěz
| Major League Soccer 2009 Real Salt Lake 1. titul B: Reynish, Rimando, Seitz O: Beltran, Borchers, Olave, Russell, Wingert Z: Beckerman, Cox, El Khalifi, Grabavoy, Mathis, Morales, Williams Ú: Campos, Espíndola, Findley, Johnson, Movsisjan, Nuñez Trenér: Jason Kreis |

## Ocenění

### Nejlepší hráči
- Nejlepší hráč:  Landon Donovan (Los Angeles Galaxy)
- MLS Golden Boot:  Jeff Cunningham (FC Dallas)
- Obránce roku:  Chad Marshall (Columbus Crew)
- Brankář roku:  Jon Busch (Chicago Fire)
- Nováček roku:  Omar Gonzalez (Los Angeles Galaxy)
- Nejlepší nově příchozí hráč roku:  Fredy Montero (Seattle Sounders FC)
- Trenér roku:  Bruce Arena (Los Angeles Galaxy)
- Comeback roku:  Zach Thornton (CD Chivas USA)
- Gól roku:  Landon Donovan (Los Angeles Galaxy)
- Zákrok roku:  Pat Onstad (Houston Dynamo)
- Cena Fair Play:  Steve Ralston (New England Revolution)
- Humanista roku:  Jimmy Conrad (Kansas City Wizards) a  Logan Pause (Chicago Fire)

#### MLS Best XI 2009
| Brankář                       | Obránci                                                                                  | Záložníci | Útočníci                                                  |
| ----------------------------- | ---------------------------------------------------------------------------------------- | --- | --------------------------------------------------------- |
| Zach Thornton (CD Chivas USA) | Geoff Cameron (Houston Dynamo) Wilman Conde (Chicago Fire) Chad Marshall (Columbus Crew) | Dwayne De Rosario (Toronto FC) Landon Donovan (Los Angeles Galaxy) Stuart Holden (Houston Dynamo) Sharlie Joseph (New England Revolution) Freddie Ljungberg (Seattle Sounders FC) | Conor Casey (Colorado Rapids) Jeff Cunningham (FC Dallas) |